# Valorie Curry
Valorie Curry, född 12 februari 1986 i Kalifornien, är en amerikansk skådespelare.
Curry har bland annat medverkat i TV-serierna The Following, The Lost Symbol och The Boys.

## Filmografi (i urval)
- 2013–2014 – The Following (TV-serie)
- 2021 – The Lost Symbol (TV-serie)
- 2024 – The Boys (TV-serie)